# Lipase hépatique
La lipase hépatique est l'une des lipases. Son gène est LIPC situé sur le chromosome 15 humain.

## Rôle
Elle serait un ligand se fixant sur l'apolipoprotéine B et permettant, au niveau du foie, le retrait de ces derniers de la circulation. Son rôle, dans la formation de l'athérome, n'est pas clair, avec des arguments pour une activité protectrice mais aussi pour une fonction pro-athérogène. Il influence ainsi le catabolisme du HDL cholestérol suivant son contenu en certaines lipoprotéines.
Son activité est régulé par la sphingomyéline.

## En médecine
Une mutation du gène, avec perte de fonction, entraîne une augmentation des triglycérides incluses dans le LDL et le HDL avec une augmentation du risque cardiovasculaire.
Une autre mutation, avec gain de fonction, entraîne une diminution importante du taux de cholestérol sanguin, sans que l'influence sur le risque cardiovasculaire soit claire.